# Friedrich Wilhelm Wagner (Schriftsteller)
Friedrich Wilhelm Wagner (* 16. August 1892 in Hennweiler, Hunsrück; † 22. Juni 1931 in Schönberg, Schwarzwald) war ein deutscher Schriftsteller.

## Leben
Friedrich Wilhelm Wagner war der Sohn des Lehrers Heinrich Wilhelm Wagner und dessen Ehefrau Karoline Wagner (geb. Petry). Seine Familie zog nach Bretzenheim um, wo er die Evangelische Grundschule besuchte. Nach dem neunjährigen Besuch des Königlichen Gymnasiums in Bad Kreuznach legte er 1911 das Abitur ab. Es entsteht ein erster Gedichtband Aus der Enge, den er im Lehrer-Verlag von Th. Scheffer veröffentlichte. In diesem Jahr begann er zwei Semester an der Philosophischen Fakultät der Universität München zu studieren. Das Studium betrieb er jedoch nur sporadisch. 1912 folgte ein weiterer Gedichtband, Der Weg des Einsamen. 1913 lebte er eine Zeitlang in Paris, 1914 wieder in München. Nach einem Zwischenaufenthalt in der Schweiz war er von 1914 bis 1918 als Kriegsverpflichteter in der Gemeindeverwaltung von Bretzenheim tätig. Wagner war zu dieser Zeit morphiumsüchtig und wurde zeitweise in eine Irrenanstalt eingewiesen. Er suchte vergeblich, seine Gedichte im Kurt Wolff Verlag zu veröffentlichen, und gab sie schließlich 1918 im Selbstverlag heraus. Nach einem Aufenthalt in einer Heilanstalt in Eglfing zog er 1919 nach Hannover, wo er mit Christof Spengemann die literarische Zeitschrift Der Zweemann herausgab. Bereits 1920 verließ er Hannover wieder und gab in der Folge das Schreiben auf. Den Rest seines Lebens verbrachte er als Bankangestellter in Bad Kreuznach.
Friedrich Wilhelm Wagner gehört zu den weitgehend in Vergessenheit geratenen Autoren des deutschen Expressionismus. Sein vorwiegend lyrisches Werk wurde erst in den Achtzigerjahren wiederentdeckt.

## Werke

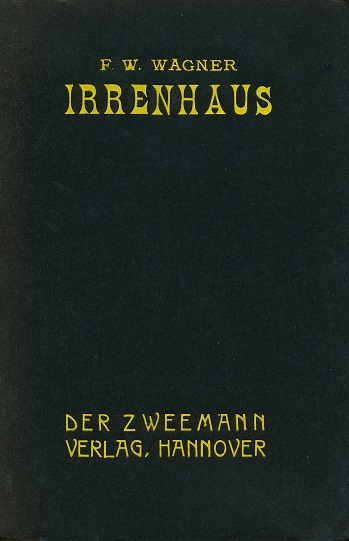
F. W. Wagner: Irrenhaus, Hannover 1920 (Erste Ausgabe)

- Aus der Enge, Groß-Lichterfelde 1911
- Der Weg des Einsamen, München 1912
- Untergang, Bad Kreuznach 1918 (Privatdruck in 200 Exemplaren)
- Irrenhaus. Ein Cyclus von 20 Gedichten., Hannover 1920
- Jungfraun platzen männertoll. Grotesken., Hannover 1920
- Jungfraun platzen männertoll. Grotesken., Siegen 1986 (Nachdruck in der Reihe Vergessene Autoren der Moderne)
- Jungfraun platzen männertoll. Ausgewählte Gedichte., München 1989. (edition text + kritik)
- Irrenhaus. Ein Cyclus von 20 Gedichten, Berlin 1990. Mink Verlag, 555 nummerierte Exemplare, ISBN 3-923034-09-1
- Irrenhaus. Ein Cyclus von 20 Gedichten, Berlin 2011, hochroth Verlag
- Jungfraun platzen männertoll / Irrenhaus., Potsdam 2011, ISBN 978-3-940531-33-9
- Gesammelte Werke. Mit einem Aufsatz über das Zürcher Kabarett „Pantagruel“ hg. v. Wilfried Ihrig. Berlin 2020. Epubli Verlag, ISBN 978-3-7502-8957-4
- Friedrich Wilhelm Wagner. Versensporn – Heft für lyrische Reize Nr. 42. Hrsg. von Tom Riebe. Edition POESIE SCHMECKT GUT, Jena 2020, 100 Exemplare.

## Herausgeberschaft
- Jean Paul: Polymeter, Hannover 1919
- Der Zweemann. Monatsblätter für Dichtung und Kunst., Heft 1–3, November 1919 – Januar 1920. Hannover 1919/20